# Jack O’Neill (Geschäftsmann)

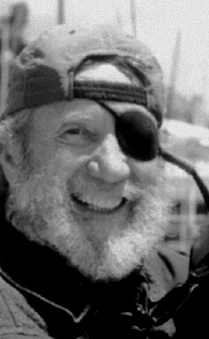
Jack O’Neill (2010)

Jack O’Neill (* 27. März 1923 in Denver, Colorado; † 2. Juni 2017 in Santa Cruz, Kalifornien) war ein US-amerikanischer Unternehmer. Oftmals wird er als Erfinder des Neoprenanzugs bezeichnet, wobei diese Erfindung jedoch auf den mit O’Neill befreundeten Physiker Hugh Bradner (1915–2008) zurückgeht. Im Jahre 1952 gründete er das Unternehmen O’Neill, das heute vor allem als Hersteller von Surfbekleidung und -ausrüstung sowie Sport- und Winterbekleidung bekannt ist.

## Leben und Karriere
Jack O’Neill wurde am 27. März 1923 in Denver, der Hauptstadt des US-Bundesstaates Colorado, geboren, wuchs aber hauptsächlich in Portland, Oregon, auf. Daraufhin zog er mit seiner Familie nach Südkalifornien und entdeckte bereits in den 1930ern seine Liebe zum Surfen. Nachdem er anfangs als Stallbursche und Holzfäller gearbeitet hatte, trat er für einige Jahre dem United States Army Air Corps bei und zog dann 1949 nach San Francisco. Hier verdiente er sein Geld anfangs als kommerzieller Fischer und verkaufte danach Aluminium für das Baugewerbe, Feuerlöscher und Dachfenster. In seiner Freizeit hielt er sich bevorzugt am Strand auf und war regelmäßig als Surfer aktiv. Da er dabei nur mit einer Badehose bekleidet war und ihm dabei oftmals sehr kalt war, experimentierte er mit verschiedenen Materialien, um einen Anzug zu entwickeln, der ihn vor der Kälte schützen konnte. Anfangs stopfte er seine Badehose mit flexiblem PVC aus, das er von den heute nicht mehr existierenden Sutro Baths oder dem ebenfalls nicht mehr existierenden Fleishhacker Pool bezog. Nachdem er damit erste Erfolge verzeichnen konnte, gründete er eine Familie mit seiner Ehefrau Marjorie, genannt Marge. Mit dem befreundeten Physiker Hugh Bradner, der ihm einen Neoprenschaum zeigte, entwickelte er den Neoprenanzug. Die Erfindung wird heute nicht O’Neill, sondern Bradner, der mit dem Neoprenschaum auf O’Neill zukam, zugesprochen. Um das Jahr 1952 gründete O’Neill einen der ersten Surf Shops von Kalifornien, den er schlicht Surf Shop nannte. Dieses Geschäft entstand in einer Garage am Great Highway in San Francisco, unweit seines favorisierten Platzes zum Bodysurfen. O’Neill, der bis zuletzt  im Besitz der Originallizenz dieses Shops war, verkaufte hier unter anderem Surfboards aus Balsaholz, Paraffin-Wachs und erste, noch nicht ausgereifte Neoprenwesten und -anzüge an die wenigen Surfer am Strand und an Touristen, wofür er anfangs noch belächelt wurde, da das Surfen zu diesem Zeitpunkt noch nicht sehr populär war. Als das Geschäft zu florieren begann, ließ er unter anderem den talentierten Surfer und Surfbrettbauer Phil Edwards einfliegen, der für ihn Surfbretter herstellte. Durch den Einsatz der Neoprenanzüge und -westen stieg die Zahl der Surfer, die nun längere Zeit durchgehend im Wasser verbringen konnten. So wurde Nordkalifornien zu einer Region, in der ganzjährig gesurft werden konnte. Daraufhin eröffneten auch erste Surfplätze in Oregon, Washington und selbst in Kanada. Der Neoprenanzug setzte sich dabei im Laufe der Zeit nicht nur bei den Surfern durch, sondern wurde auch von Tauchern, Wasserskifahrern, Skifahrern und später auch von Windsurfern getragen.
Im Jahre 1959 zog er mit seiner Firma ins rund 90 Meilen südlichere Santa Cruz, wo das Unternehmen auch heute noch seinen Sitz hat. Als das Geschäft ab den 1960ern boomte, siedelte sich O’Neill mit seiner Firma im Südosten der Stadt an, wo er nun Platz für eine große Produktionsstätte vorfand. Hier kamen auch seine sechs Kinder, die er mit der 1973 verstorbenen Marjorie hatte, zum Einsatz. 1964 gründete er in Santa Cruz das O’Neill Surf Team, wobei er den besten Surfern von Santa Cruz Surfbretter zur Verfügung stellte und somit erstmals als Sponsor in Erscheinung trat.
1971 bzw. 1972 verlor er die Sehkraft auf seinem linken Auge als Folge eines Surfunfalls, der durch die ein Jahr zuvor von seinem Sohn Pat erfundene Nylonleine, die das Bein des Surfers mit dem Board verbindet, verursacht wurde, während er gerade The Hook in Santa Cruz, wo er seit 1959 lebte, surfte. In Folge des Unfalls trug Jack O’Neill ab dieser Zeit eine Augenklappe, die bis zuletzt sein  Markenzeichen war und zur Popularität der Marke O’Neill beitrug. Das bärtige Gesicht O’Neills, das mit seiner schwarzen Augenklappe an einen Piraten erinnerte, wurde das neue Logo des Unternehmens.
Bereits um 1980 war Jack O’Neills ehemaliger Surf Shop zu einem florierenden und international tätigen Unternehmen herangewachsen. O’Neill galt bereits in dieser Zeit als Weltmarktführer am Neoprenanzugmarkt und als eines der führenden Unternehmen für Strand-Lifestyle-Sportmode in den Vereinigten Staaten, Japan und Europa. Im Jahre 1985, nachdem er das Unternehmen jahrzehntelang geführt hatte, übergab er dieses an seinen Sohn Pat, der es heute (Stand: 2017) noch immer als CEO führt. Ab dieser Zeit hatte O’Neill wieder mehr Zeit für seine geliebten Freizeitaktivitäten, wie surfen, segeln und zahlreiche Umweltprojekte. Neben einem großen Interesse an der Rettung des Weißen Hais vor dem Aussterben, rief Jack O’Neill im Jahre 1996 die Non-Profit-Organisation O’Neill Sea Odyssey ins Leben. Im Rahmen dieses Projektes lernen Schüler in einem aktiven Unterricht etwas über Meeresbiologie und der Beziehung zwischen den Ozeanen und der Umwelt. Das mehrfach ausgezeichnete Projekt erhielt unter anderem im Jahre 2005 von der Senatorin Barbara Boxer den Preis für den Conservation Champion.
Jack O’Neill, der nach der Übergabe des CEO-Amtes an seinen Sohn dem Unternehmen weiterhin als Vorstandsvorsitzender angehörte, gilt unter anderem (aber wahrscheinlich zu Unrecht, siehe Strandsegeln) auch als Erfinder des sogenannten Sandsailer, einem Segelboot auf Rädern, das vornehmlich über Sand fahren kann. Außerdem gilt der stets als Abenteurer bezeichnete O’Neill als einer der ersten, die geschäumte Surfbretter anstatt Surfbretter aus Balsaholz herstellten. Zu seiner größten Leidenschaft neben dem Wassersport zählte zeitlebens auch das Fahren mit Heißluftballons, wobei er auch hier einer der ersten war, die dies als Freizeitbeschäftigung taten. Zudem soll er im Jahre 1965 der erste US-Amerikaner gewesen sein, der einen Heißluftballon im Privatbesitz besaß. Ab 1968 verband er seine beiden Leidenschaften und startete seine Ballonflüge von Booten aus. Da er hierbei oftmals im Wasser landete, kam er auf eine neue Idee und erfand im Jahre 1970 den sogenannten SuperSuit, einem Neoprenanzug, den der Träger des Anzugs selbst aufblasen und somit ein Ertrinken verhindern konnte. Fast 50 Jahre später wurde diese Idee von der United States Navy abermals aufgegriffen; diese verwendet solche Anzüge seitdem bei Freischwimmeinsätzen und -trainings.
In Santa Cruz eröffnete er unter anderem ein 780 m2 großes Yacht-Center und half bei der Bergung gesunkener Schiffe. Weiters engagierte er sich immer an sozialen Projekten, wobei er unter anderem Schirmherr einer Schule für legasthenische Kinder wurde, da er selbst ein Legastheniker war. Zu den Auszeichnungen, die O’Neill im Laufe der Jahre erhielt, zählen unter anderem die Aufnahme in die International Surfing Hall of Fame (1991), ein Platz am Huntington Beach Surfing Walk of Fame (1998), die Wahl zum Surf Industry Manufacturers Associations Waterman of the Year (2000) oder der Erhalt des EY Entrepreneur of the Year Awards für die Region Nordkalifornien (2002). Im Jahre 2002 war seine Firma die erste große dem Surfsport gewidmete Firma weltweit, die ihr 50-jähriges Bestehen feierte. Seiner Heimatstadt Santa Cruz verhalf er auch zur Ernennung als World Surfing Reserve, einer von mittlerweile (Stand: 2017) acht solcher Regionen weltweit.
O’Neill, der im Jahre 2005 einen Schlaganfall erlitten hatte, lebte in seinem Strandhaus im kalifornischen Pleasure Point, unweit von Santa Cruz und starb am 2. Juni 2017 im Alter von 94 Jahren.